# Argyractis mimicalis
Argyractis mimicalis là một loài bướm đêm trong họ Crambidae.